# OR1J2
OR1J2 (англ. Olfactory receptor family 1 subfamily J member 2) – білок, який кодується однойменним геном, розташованим у людей на короткому плечі 9-ї хромосоми. Довжина поліпептидного ланцюга білка становить 313 амінокислот, а молекулярна маса — 35 385.
| 10         |  | 20         |  | 30         |  | 40         |  | 50         |
| ---------- |  | ---------- |  | ---------- |  | ---------- |  | ---------- |
| MSPENQSSVS |  | EFLLLGLPIR |  | PEQQAVFFTL |  | FLGMYLTTVL |  | GNLLIMLLIQ |
| LDSHLHTPMY |  | FFLSHLALTD |  | ISFSSVTVPK |  | MLMDMRTKYK |  | SILYEECISQ |
| MYFFIFFTDL |  | DSFLITSMAY |  | DRYVAICHPL |  | HYTVIMREEL |  | CVFLVAVSWI |
| LSCASSLSHT |  | LLLTRLSFCA |  | ANTIPHVFCD |  | LAALLKLSCS |  | DIFLNELVMF |
| TVGVVVITLP |  | FMCILVSYGY |  | IGATILRVPS |  | TKGIHKALST |  | CGSHLSVVSL |
| YYGSIFGQYL |  | FPTVSSSIDK |  | DVIVALMYTV |  | VTPMLNPFIY |  | SLRNRDMKEA |
| LGKLFSRATF |  | FSW        |  |            |  |            |  |            |

A: Аланін

C: Цистеїн

D: Аспарагінова кислота

E: Глутамінова кислота

F: Фенілаланін

G: Гліцин

H: Гістидин

I: Ізолейцин

K: Лізин

L: Лейцин

M: Метіонін

N: Аспарагін

P: Пролін

Q: Глутамін

R: Аргінін

S: Серин

T: Треонін

V: Валін

W: Триптофан

Кодований геном білок за функціями належить до рецепторів, g-білокспряжених рецепторів, білків внутрішньоклітинного сигналінгу. 
Локалізований у клітинній мембрані.